# ホーンテッド!
『ホーンテッド！』は、平坂読による日本のライトノベル。イラストは片瀬優が担当。MF文庫J（メディアファクトリー）から2004年9月から2005年8月まで刊行された。第0回MF文庫Jライトノベル新人賞優秀賞を受賞。

## あらすじ
自分が女であることを隠している点を除けば「普通の」高校生久遠悠紀は、ある日、幼馴染の白咲深春に告白される。なんとなく感付いていた悠紀はしかし返事を保留する。「待ってる」そう晴れやかに言いながら走り去った深春はトラックに撥ねられた。悲しみの中深春の遺体に縋り付き「好きだ」と絶叫する悠紀の前に現れたのは、3年前から突如として出現し始めたゴーストとなった深春だった。こうして、周りの人物を巻き込み、時に巻き込まれながら、人間とゴーストとの不思議な恋愛が始まってゆく。

## 登場人物

### 遠夜東高校関係
久遠悠紀（くどう ゆうき）
二つ名は「墓穴掘り人形」。未至磨抗限流銃術の免許皆伝の使い手（のちに破門）。2年B組に所属している。
高校2年まで男として生きてきたが、夏休みが終わった初めのホームルームで女に戻る。理由は幼少の時の「悠紀って男の子みたいだね」と言う言葉に対し、「女と気付いてもらうまで男として生きる」という意地を張ってしまい男になったが戸籍まで書き換えられてしまい引くに引けなくなったため（しかし中学生ごろには自分がレズビアンと自覚していたため逆に好都合とさえ思っていた）。女に戻った理由はただなんとなく。
ポーカーフェイスだが（エロいことを考えているときを除く）、心の中では激動が渦巻いている。最近は「人生とは」「人間とは」「生きる意味とは」など青臭いことを考える事が多い。
白咲深春（しらさき みはる）
二つ名は「愛と平和の使者（パトリオットミサイル）」。ゴースト。悠紀の幼馴染。未至磨抗限流体術の免許皆伝の使い手。生前は2年F組に所属していたが、ゴーストになった後はB組に居座っている。
高校2年生になって1ヶ月ほど経ったある日、屋上で悠紀に告白する。悠紀が返事を保留することを伝えると走って帰ってしまった。しかしその途中、信号を無視した大型トラックに撥ねられて死んでしまった。しかしその直後、ゴーストになる。事故の騒ぎを聞きつけてやってきた悠紀に「好きだ」と連呼され、それ以来悠紀とは恋人として付き合っている。
生前は陸上部で短距離走のエースをしていた。
紀史元ひかり（きしもと ひかり）
ゴーストに触れることができるという特殊能力を持つ。1年生。
ひったくりをした男に人質にされるが、ツネヨ(と深春、悠紀)に助けられる。また、校舎の屋上から飛び降り自殺をしようとしているところを悠紀に止められ、その時の説得文句の受け止め方の違いにより(あくまで形式的に)二人は付き合うことになる。その後、深春とも友達になる。
深春、悠紀と共にデートでデパートへ行き、テロに巻き込まれる事件終了後、悠紀に自身が女の子である事を告げられ、ついでに深春との関係も聞かされ、二人は分かれる。
テロ事件の後に陸上部のマネージャーをしている。
一ノ瀬可夜子（いちのせ かよこ）
二つ名は「猟奇委員長」。2年B組の委員長。元々悠紀に想いを寄せていたが、修学旅行の際告白してふられ、4巻で悠紀が女の子である事を知り、想いは完全に断たれる。その後、従兄弟である紺藤数馬と付き合っている。
紺藤数馬（こんどう かずま）
二つ名は「ディアホース」（直訳で馬と鹿。馬鹿）。2年B組に所属。悠紀たちから馬鹿と呼ばれるおちゃらけた男子だが、成績は良い。悠紀に告白するがふられるものの、その後従兄弟の一ノ瀬可夜子と付き合った。
抹白吏架（まつしろ りか）
二つ名は「美幼女（イデア）」。2年B組に所属。外見は小学生だが、実体は現・未至磨抗限流銃術免許皆伝の使い手。
神河史記（かみかわ しき）
二つ名は「紙一重（ボーダーライン）」。2年B組に所属。外見は端正な顔立ちの美男子だが、オカルトを愛好し電波な発言をする。しかし成績はかなり優秀のためまったく問題視されない。悠紀曰く「生きたいようにしか生きられない」人間。
時山時雨（ときやま しぐれ）
二つ名は「聖人（ミーニングレス）」。2年B組の担任教師。禿頭で彫りの深い顔立ち。たびたび「かつて、とある偉人はこう言った……」という前置きから始まるありがたい言葉（主に有名なアニメの名文句の流用）を一文ほど発言する。
尾張伊呂波（おわり いろは）
二つ名は「名探偵（アダルトチルドレン）」。3年生。演劇部の部長を務めている。幼馴染である彰人に殺害されるが、ゴーストとなって復活する。
奈多彰人（なた あきひと）
3年生。演劇部の副部長。劇では脚本を担当する。幼馴染である伊呂波をトリックを使い殺害し、逮捕される。
風原夏樹（かざはら なつき）
1年生。演劇部に所属していて劇では大道具や衣装などの裏方を担当する。
舞坂霧子（まいさか きりこ）
二つ名は「キリキリマイ」。国語の臨時講師。頼まれると断ることができない性格らしく、陸上部と演劇部の顧問をさせられている。
未至磨ツネヨ（みしま ツネヨ）
二つ名は「ブーメランばばあ」（悠紀が住む地方都市伝説の妖怪から）。年齢は90歳以上だが腰は曲がっておらず、デザートイーグルの二丁拳銃を苦もなく打ちまくる超人である。
「未至磨抗限流」なる護身術の師範であり、悠紀、深春、くおんの師匠と言う事になる。また、裏社会では伝説の傭兵「最後の最後でぶち壊し（デウス・エクス・マキナ）」としても知られている。
筆者のブログで「戦闘力は百億万パワーくらいある」「魔法とか使っても多分勝てない」と公言されており、現時点での平坂作品の中では最強（「『みみっく!』の宇宙人の超兵器の攻撃を受けたら流石に死ぬ」らしい）である。また、以前筆者のHPで「正体は過去の世界に飛ばされた久藤くおん」と冗談めかして書かれていた事がある（真偽は不明。なおこの発言は現在は削除されている）。

## 世界観
本書の舞台は地球の日本だが、現実世界とは少し違うパラレルワールドになっている。主な相違点は次の通り。
- 死んだ人間が1割の確率でゴーストになる。しかしこれはあくまで統計的な観点から見た結果である。
- 自殺教など、世界各地でゴーストになる事を目的とした過激派宗教団体が存在する。

## 既刊一覧
- 平坂読（著）・片瀬優（イラスト）、メディアファクトリー〈MF文庫J〉、全4巻
  - 『ホーンテッド！』、2004年9月30日初版発行（9月25日発売[4]）、ISBN 4-8401-1148-0
  - 『ホーンテッド！ 2 コトコトクライシス』、2004年12月31日初版発行（12月25日発売[5]）、ISBN 4-8401-1197-9
  - 『ホーンテッド！ 3 ラッシュ･アンド･ラッシュ』、2005年3月31日初版発行（3月25日発売[6]）、ISBN 4-8401-1239-8
  - 『ホーンテッド！ 4 エンドレスラビリンス』、2005年8月31日初版発行（8月25日発売[7]）、ISBN 4-8401-1409-9